# Yamen Sanders
Yamen Charles Sanders (Detroit, 30 giugno 1968) è un ex cestista statunitense, professionista in Europa e in Sudamerica.